# HD214819
HD214819 — хімічно пекулярна зоря спектрального класу A2, що має видиму зоряну величину в смузі V приблизно 10,0.
Вона  розташована на відстані близько 916,2 світлових років від Сонця.